# Bernhard Helming
Olof Bernhard Håkan Nilsson Helming, född 28 juli 1892 i Ilstorps församling, Malmöhus län, död 16 mars 1964 i Malmö S:t Petri församling, var en svensk väg- och vattenbyggnadsingenjör.
Efter studentexamen i Malmö 1913 utexaminerades Helming från Kungliga Tekniska högskolan i Stockholm 1920. Han var anställd vid hamningenjörskontoret i Malmö 1920–27, byråingenjör vid Malmö stads byggnadskontor 1927–44 (gatuchef vid Malmö stads gatukontor 1939 som efterträdare till Edvard A. Sjögreen och företrädare till Georg Hentz) och förste byråingenjör vid Malmö stads gatukontor från 1944. Han var ledamot av Svenska Teknologföreningen från 1921.